# Rotraud Wielandt
Rotraud Wielandt (* 9. Januar 1944 in Tübingen) ist eine deutsche Islamwissenschaftlerin und Arabistin. Sie war von 1985 bis 2009 Professorin für Islamkunde und Arabistik an der Universität Bamberg.

## Beruflicher Werdegang
Rotraud Wielandt ist die Tochter des Mathematikers Helmut Wielandt und die Schwester des Geophysikers Erhard Wielandt. Sie studierte Islamkunde/Arabistik, Turkologie, Vergleichende Religionswissenschaft und Philosophie an den Universitäten München, Tübingen und Istanbul (Türkei). Mit einer Arbeit zu Offenbarung und Geschichte im Denken moderner Muslime wurde sie 1970 an der Universität Tübingen zum Dr. phil. promoviert. 
Danach erhielt sie ein Forschungsstipendium der Deutschen Forschungsgemeinschaft und einen Lehrauftrag an der Universität Tübingen. Von 1975 bis 1978 arbeitete sie als wissenschaftliche Referentin am Orient-Institut der Deutschen Morgenländischen Gesellschaft in Beirut (Libanon), danach als freiberufliche Übersetzerin und Forscherin in Marburg und Rom. 1982 erfolgte die Habilitation an der Universität Bonn. Anschließend erhielt sie ein Heisenberg-Stipendium und vertrat 1984/85 den Lehrstuhl für Islamkunde an der Universität Tübingen.
Von 1985 bis 2009 war sie Professorin für Islamkunde und Arabistik an der Universität Bamberg. Von 1998 bis 2007 war Rotraud Wielandt 1. Sprecherin des DFG-Graduiertenkollegs „Anthropologische Grundlagen und Entwicklungen im Christentum und Islam“ an der Universität Bamberg. 2004 wurde sie Mitglied des Leitungsteams des von ihr mitbegründeten Zentrums für Interreligiöse Studien an der Universität Bamberg. Im Jahr 2012 berief Papst Benedikt XVI. sie zur Beraterin in die Päpstliche Kommission für religiöse Beziehungen zu den Muslimen.

## Auszeichnungen
- 1986 Preis der Philologisch-Historischen Klasse der Akademie der Wissenschaften zu Göttingen
- 2000 Wahl zum korrespondierenden Mitglied der Heidelberger Akademie der Wissenschaften
- 2008 Auszeichnung „Pro meritis scientiae et litterarum“ des Freistaats Bayern
- 2008 Ehrendoktorwürde der Theologischen Fakultät der Universität Freiburg (Schweiz)

## Werke
- Offenbarung und Geschichte im Denken moderner Muslime. Franz Steiner Verlag, Wiesbaden 1971.
- Das Bild der Europäer in der modernen arabischen Erzähl- und Theaterliteratur (= Beiruter Texte und Studien, Bd. 23). Steiner, Wiesbaden 1980, ISBN 3-515-03106-5.
- Das erzählerische Frühwerk Mahmud Taymurs. Beitrag zu einem Archiv der modernen arabischen Literatur (= Beiruter Texte und Studien, Bd. 26). Steiner, Wiesbaden 1983, ISBN 978-3-515-03106-6.

## Zitat
„Wer als ein den Phänomenen verpflichteter Historiker spricht, wird sich die Erklärung, Gott habe sich hier oder dort geoffenbart, immer versagen müssen; denn sie ist und bleibt ein Glaubensakt.“